# Cintia Loayza
Cintia Mercedes Loayza Álvarez (Jesús María, 24 de septiembre de 1982) es una abogada y política peruana. Es la actual alcaldesa del distrito de Surquillo para el periodo 2023-2026.

## Biografía
Cintia Loayza nació en el distrito de Jesús María, ubicado en la ciudad de Lima, el 24 de septiembre de 1982.
Estudió la carrera de Derecho en la Universidad Andina Néstor Cáceres Velásquez donde se graduó como bachiller en derecho en 2007. A su vez, se graduó de contadora pública y bachiller en ciencias contables ese mismo año. Posteriormente obtuvo el título de segunda especialidad en derecho registral en la Pontifica Universidad Católica del Perú en 2020.Cuenta con estudios postgrado en doctorado en derecho, el cual obtuvo el grado de doctora en la Universidad Inca Garcilaso de la Vega en 2015.
Fue docente universitaria en la Universidad Inca Garcilaso de la Vega desde el 2014 hasta el 2019, y posteriormente en la Universidad San Juan Bautista desde el 2020 hasta el 2021.
Actualmente se desempeña como alcaldesa distrital del distrito de Surquillo, en la provincia de Lima.

## Carrera política

### Alcaldesa de Surquillo
En las elecciones municipales de 2022, Cintia Loayza postuló a la alcaldía del distrito de Surquillo por el partido Renovación Popular y finalmente resultó elegida como alcaldesa de Surquillo para el periodo 2023-2026.